# Juan Germán Schroeder Bilhère
Juan Germán Schroeder Bilhère (Pamplona, 1918 — Barcelona, 29 de juny de 1997) va ser un director i autor dramàtic navarrès, instal·lat des de molt petit (1926) a Barcelona. Es formà a l'Institut del teatre. Va ser fundador del Teatro de Estudio i del Teatro de Cámara de Barcelona.

## Trajectòria professional
Director escènic
- 1952. El pleito matrimonial entre el Cuerpo y el Alma, acte sacramental de Calderón davant del temple de la Sagrada Família de Barcelona.
- Tiefland (Terra baixa), d'E.d'Albert.

Autor dramàtic
- 1952. La ciudad sumergida
- 1954. La esfinge furiosa
- 1961. La trompeta y los niños
- 1963. La ira del humo
- 1981. Summa.